# Делано, Джек
Джек Делано (англ. Jack Delano, 1914—1997) — американский фотограф еврейского происхождения происхождения. Работал фотографом на правительство в Администрации по защите фермерских хозяйств (FSA), также являлся автором и композитором песен в пуэрто-риканском стиле.

## Биография
Родился 1 августа 1914 года в местечке Ворошиловка Винницкого уезда Подольской губернии в семье школьного учителя и дантистки. Мать Сура Шлёмовна Овчарова (в эмиграции Соня Овчаров) была зубным врачом, отец — Вольф Овчаров (в эмиграции Уильям). В 1923 году он переехал с родителями и младшим братом Шлёмой (Соломоном, 1920—1993) в США. Между 1924 и 1932 годами Делано активно изучал живопись, фотографию и современное искусство. Он также учился музыке в институте Кертиса в Филадельфии, штат Пенсильвания.
За успехи в учёбе и искусстве, его направили учиться в Пенсильванскую Академию изобразительных искусств (PAFA), где с 1928 до 1932 года, изучал живопись и продолжил своё музыкальное образование. Делано был награждён стипендией Кессона, которая позволила ему путешествовать по Европе, где он купил свою первую фотокамеру и увлёкся фотографией.
После окончания Пенсильванской академии, Делано хотел создать фотографический проект для «Федеральной программы искусств», идея проекта заключалась в фотографирование горной местности и рельефа в окрестностях Шуйлкилл Каунти, штат Пенсильвания. Делано послал образцы своих фотографий Рою Страйкеру, тогда работавшему в Администрации по защите фермерских хозяйств. Его друзья Эдвин Росскам, Марион Пост Уолкотт и Рой Стракер помогли Делано устроиться на работу в Администрации по защите фермерских хозяйств с зарплатой 2300 долларов в год. Но ему поставили два условия: иметь собственную машину и получить удостоверение водителя, все это Делано сделал ещё до переезда в Вашингтон, округ Колумбия.
В 1943 году Администрация по защите фермерских хозяйств была упразднена и включена в Управление военной информации (OWI).
В 1941 году Делано ездил в Пуэрто-Рико по заданию Администрации по защите фермерских хозяйств. Страна настолько ему понравилась, что в 1946 году он там поселился.
Живя в Пуэрто-Рико он писал оркестровые произведения, балеты и был даже режиссёром художественного фильма.
Делано был женат, жена Ирен.

## Избранные композиции
Оркестровая
- Ofrenda Musical (Musical Offering) для альта, валторны и струнного оркестра (1959)
- El sabio Doctor Mambú, балет для детей (1962), либретто композитора
- Concertino classico для трубы и небольшого оркестра с (1968)
- Симфониетта для струнного оркестра с (1983)

Инструментальная музыка
- Соната Ля минор для альта и фортепиано (1953)
- Соната для скрипки (1960)
- Сонатина для флейты и фортепиано (1965)
- Струнный квартет (1984)
- Три прелюдии для фортепиано (1985)

Вокал
- Esta luna es mía для соло сопрано, женского хора и фортепиано (1962), слова Джозеф P.H. Эрнандес
- Me voy a Ponce для смешанного хора Понсе (1965), слова Хосе Агустин Бальсейро
- Tres cancioncitas del mar для вокала, фортепиано (1969), слова Нимиа Висенс, Эстер Фелисиано Мендоса и Кармелина Вискаррондо
- Cuatro sones de la tierra для сопрано и фортепиано (1974), слова Томас Уайт
- Pétalo de rosa, сюита для детского хора и капелла (1993), написанный для детского хора Сан-Хуан

Саундтрек
- Бейсболисты (1953)

## Фотографии

Фотографии Делано
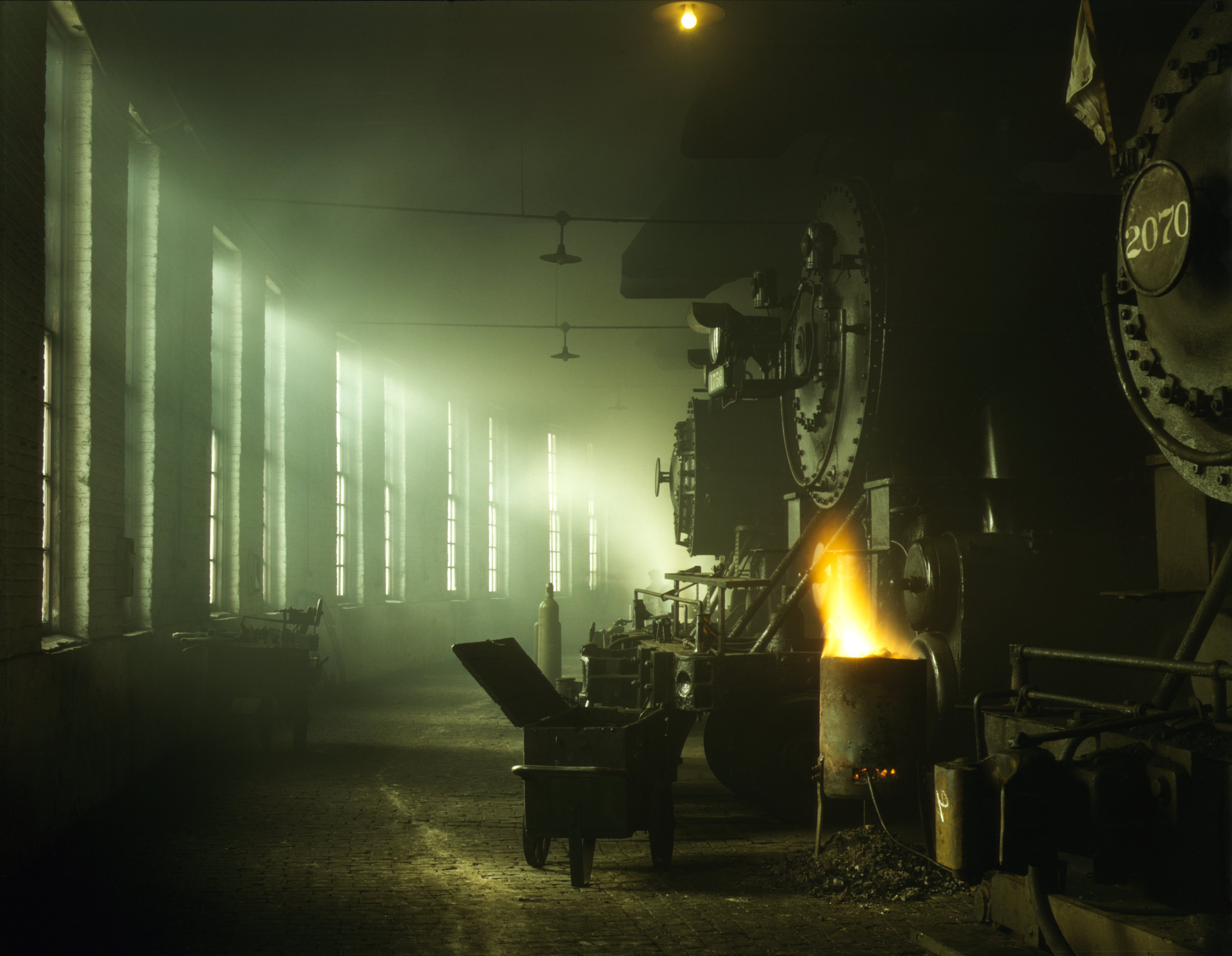
Чикаго, 1942.
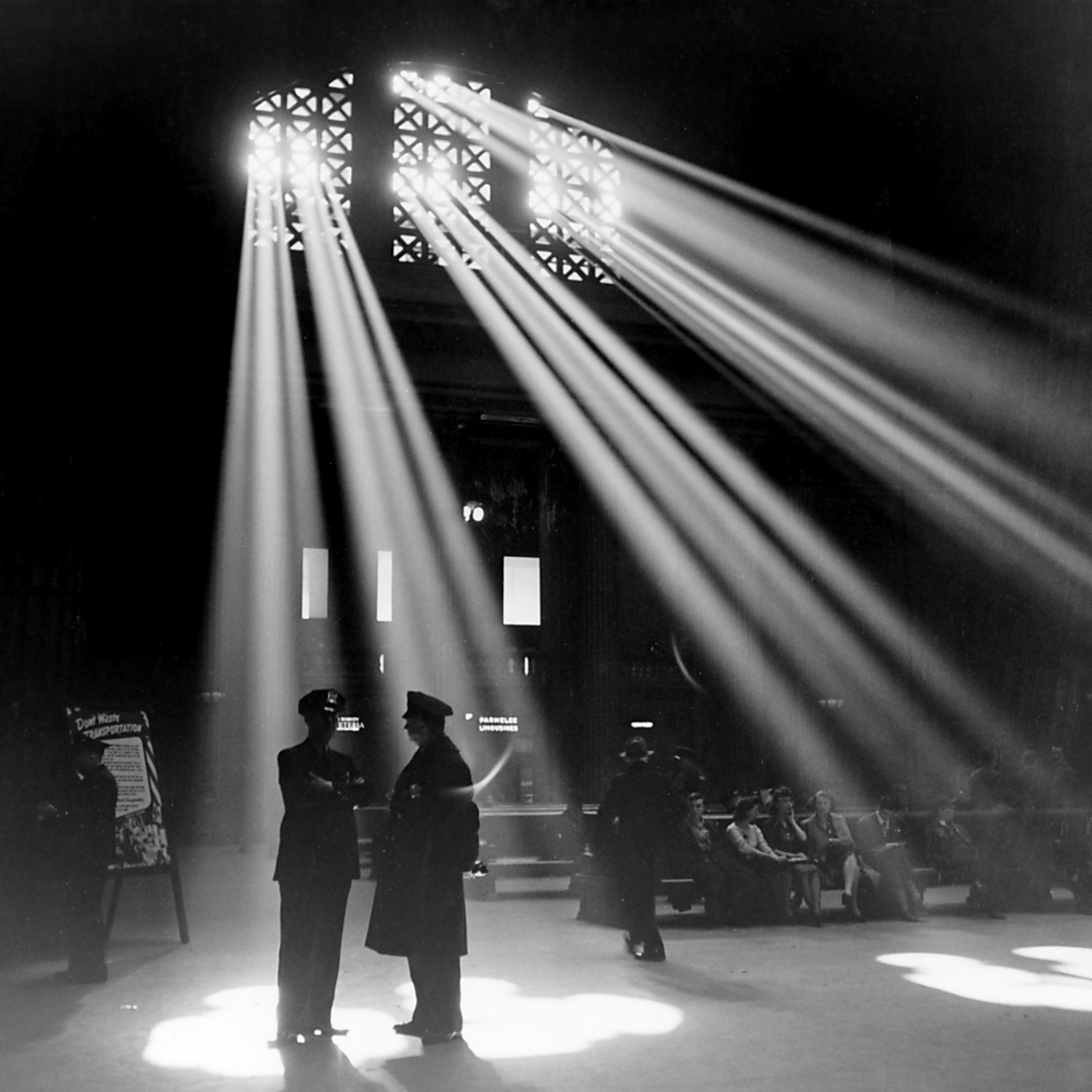
Одна из знаменитых фотографии Делано, Чикагская железнодорожная станция
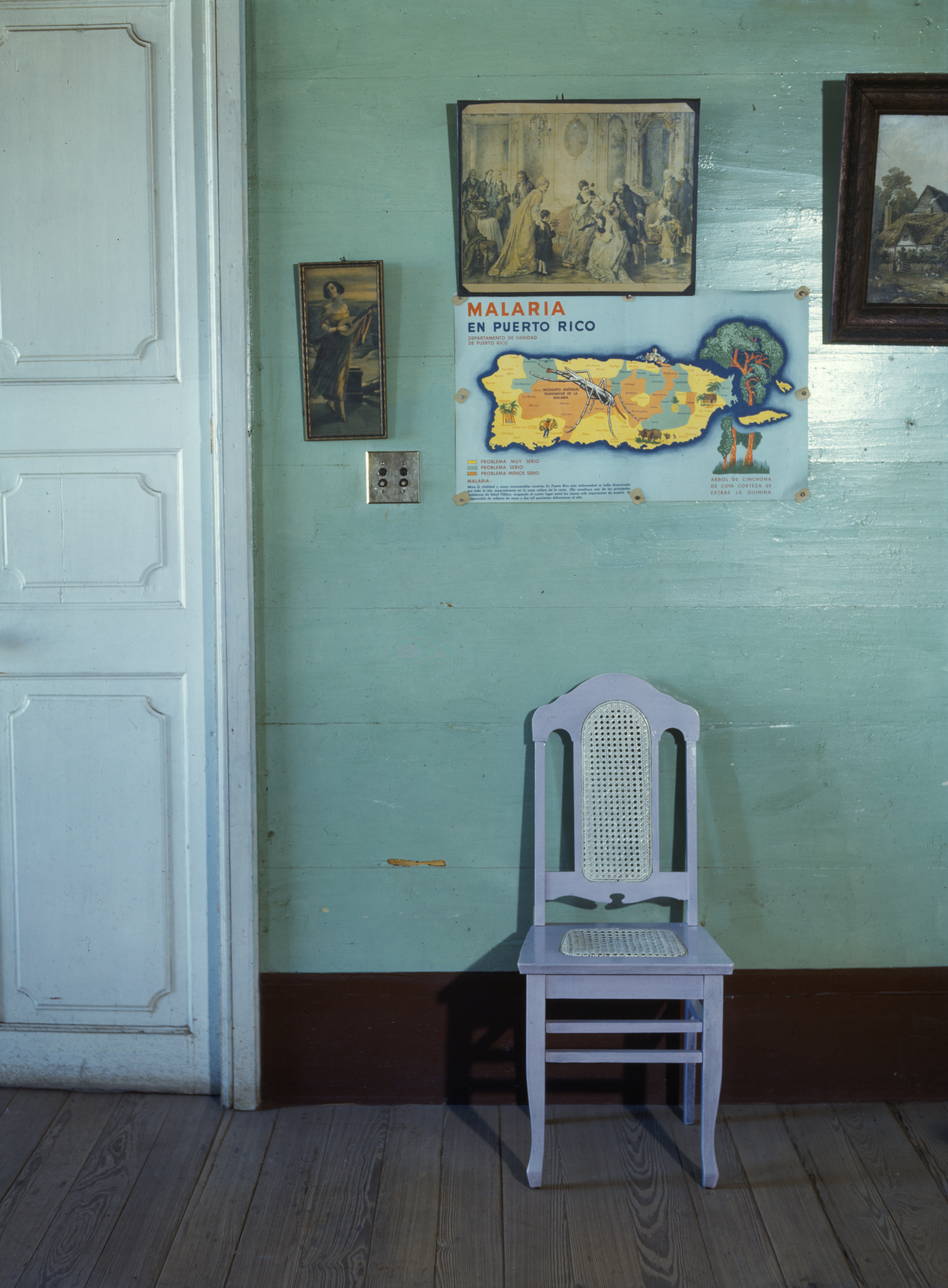
Отель Сан-Хуан, Пуэрто-Рико, Декабрь, 1941
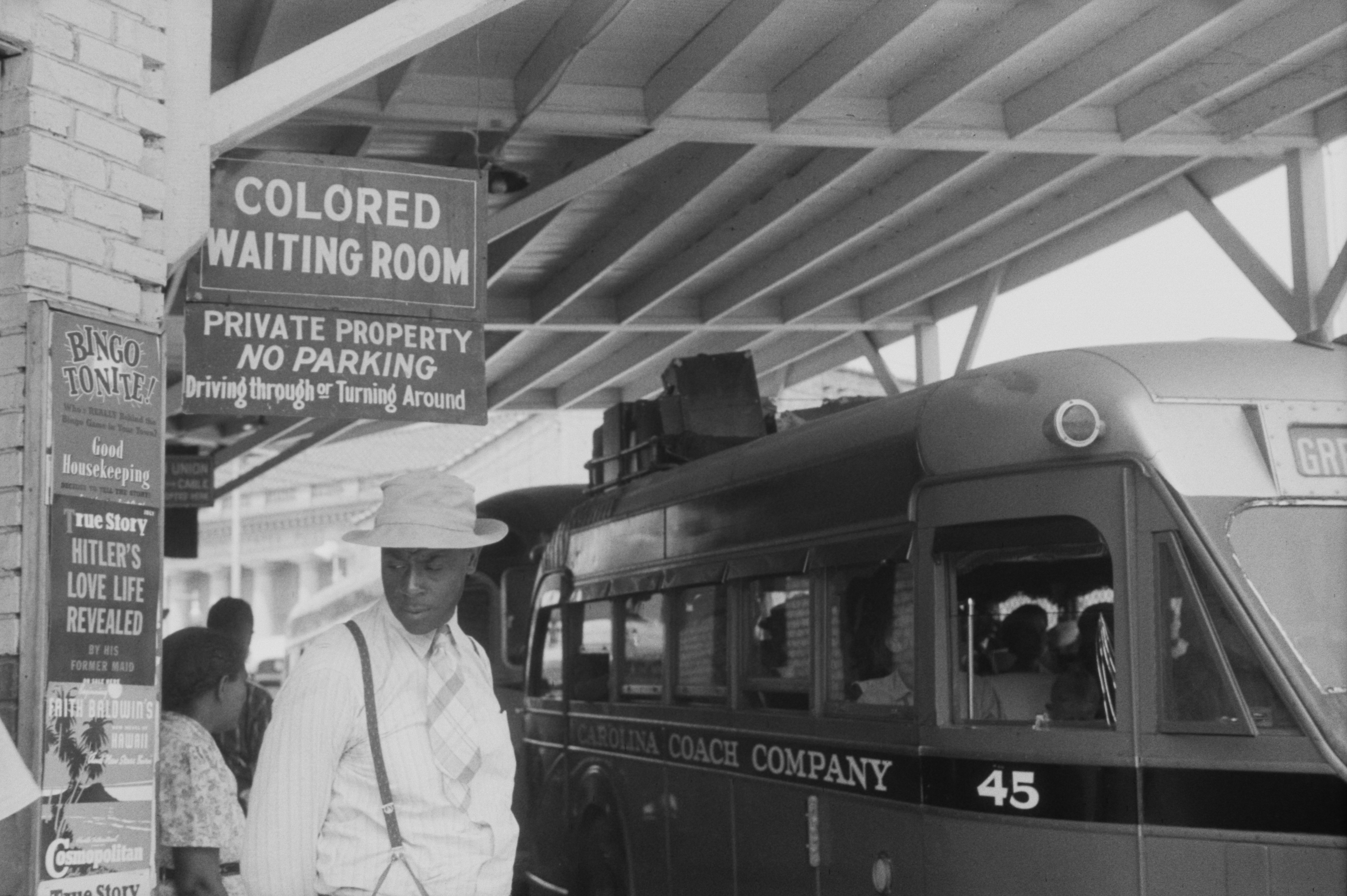
«На автобусной станции..» Май 1940
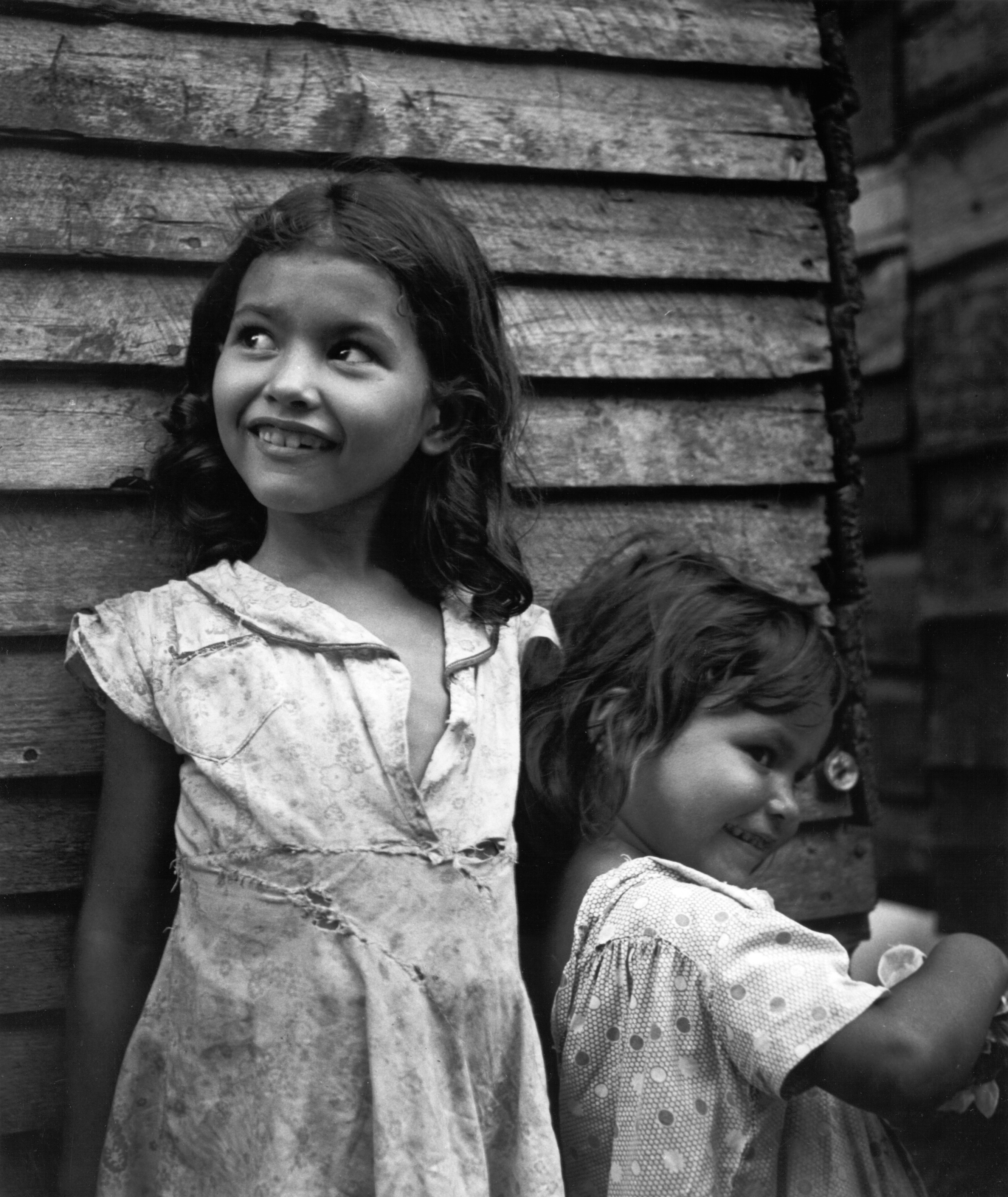
Дети в Пуэрто-Рико. Май 1942
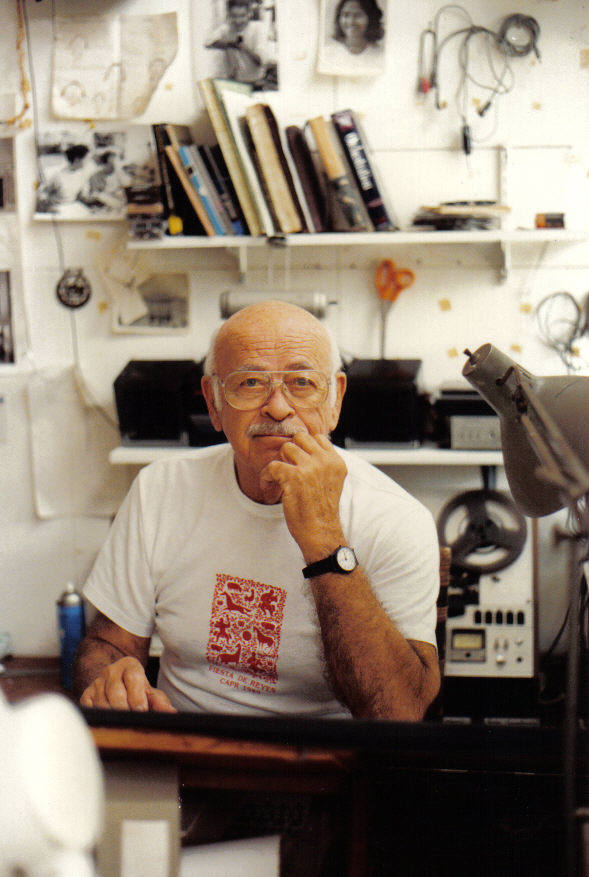
Делано в студии Пуэрто-Рико, 1990г.
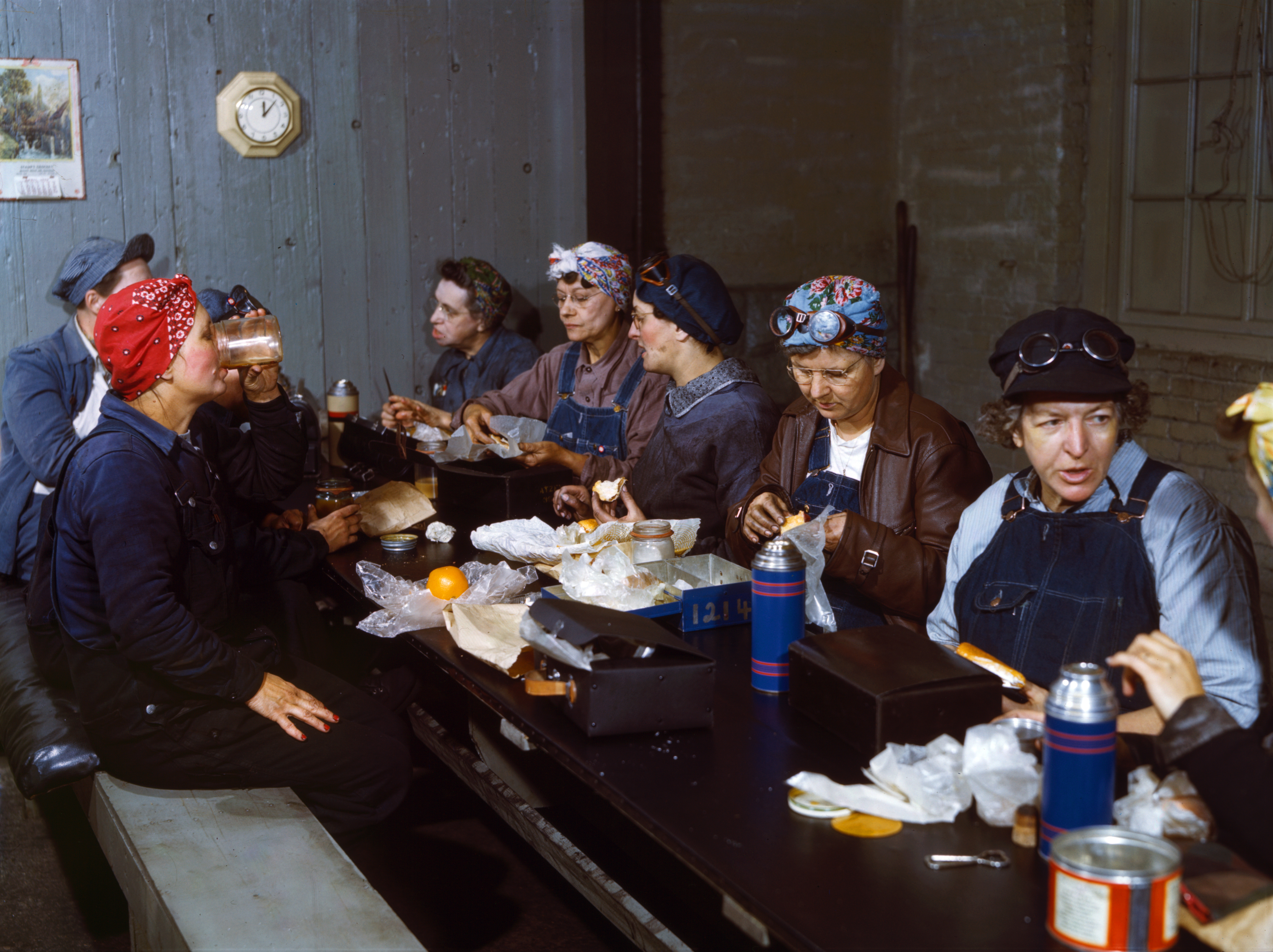
Чистильщицы паровозов на обеде в комнате отдыха веерного депо в городе Клинтон, штат Айова, апрель 1943 года.